# Liga Mistrzyń w piłce siatkowej (2017/2018)
Liga Mistrzyń 2017/2018 (oficjalna nazwa CEV DenizBank European Champions League Women) – 18. sezon Ligi Mistrzyń rozgrywanej od 2000 roku, organizowanej przez Europejską Konfederację Piłki Siatkowej (CEV) w ramach europejskich pucharów dla żeńskich klubowych zespołów siatkarskich z Europy.

## Drużyny uczestniczące
- VK Prostějov
- ASPTT Miluza
- Chemik Police
- Budowlani Łódź
- Dinamo Moskwa
- Dinamo Kazań
- CS Volei Alba Blaj
- Vizura Belgrad
- Voléro Zurych
- Fenerbahçe
- Galatasaray Stambuł
- Igor Gorgonzola Novara

Zakwalifikowane drużyny
- Marica Płowdiw
- KS DevelopRes Rzeszów
- VakıfBank SK
- Imoco Volley Conegliano

## Rozgrywki

### Faza grupowa
awans do play-off
     gospodarz turnieju finałowego

#### Grupa A
Tabela
| Lp. | Drużyna               | Mecze | Mecze   | Mecze   | Pkt | Sety | Sety | Sety  | Małe punkty | Małe punkty | Małe punkty |
| Lp. | Drużyna               | M     | W (3:2) | P (2:3) | Pkt | wyg. | prz. | ratio | zdob.       | str.        | ratio       |
| --- | --------------------- | ----- | ------- | ------- | --- | ---- | ---- | ----- | ----------- | ----------- | ----------- |
| 1   | CS Volei Alba Blaj    | 6     | 5 (1)   | 1 (0)   | 14  | 15   | 8    | 1.875 | 516         | 488         | 1.057       |
| 2   | Voléro Zurych         | 6     | 4 (0)   | 2 (1)   | 13  | 15   | 8    | 1.875 | 531         | 488         | 1.088       |
| 3   | KS DevelopRes Rzeszów | 6     | 2 (0)   | 4 (0)   | 6   | 8    | 14   | 0.571 | 463         | 494         | 0.937       |
| 4   | ASPTT Miluza          | 6     | 1 (1)   | 5 (1)   | 3   | 9    | 17   | 0.529 | 545         | 585         | 0.932       |

Źródło: cev.lu (ang.)
Punktacja: 3:0 i 3:1 – 3 pkt; 3:2 – 2 pkt; 2:3 – 1 pkt; 1:3 i 0:3 – 0 pkt
Zasady ustalania kolejności: 1. liczba zwycięstw, 2. liczba punktów, 3. stosunek setów, 4. stosunek małych punktów, 5. bilans w bezpośrednich meczach
Wyniki
| Data       | Godz. | Drużyna 1             | Wynik | Drużyna 2             | 1     | 2     | 3     | 4     | 5     | Widzów | * |
| ---------- | ----- | --------------------- | ----- | --------------------- | ----- | ----- | ----- | ----- | ----- | ------ | - |
| 13.12.2017 | 18:00 | CS Volei Alba Blaj    | 3:1   | Voléro Zurych         | 26:24 | 25:22 | 24:26 | 25:21 |       | 1750   |   |
| 13.12.2017 | 18:00 | KS DevelopRes Rzeszów | 3:1   | ASPTT Miluza          | 25:18 | 20:25 | 25:14 | 25:17 |       | 830    |   |
| 11.01.2018 | 18:00 | KS DevelopRes Rzeszów | 0:3   | CS Volei Alba Blaj    | 19:25 | 25:27 | 17:25 |       |       | 725    |   |
| 11.01.2018 | 20:00 | Voléro Zurych         | 2:3   | ASPTT Miluza          | 19:25 | 19:25 | 25:23 | 25:23 | 10:15 | 850    |   |
| 24.01.2018 | 20:00 | ASPTT Miluza          | 1:3   | CS Volei Alba Blaj    | 20:25 | 25:20 | 16:25 | 20:25 |       | 1900   |   |
| 25.01.2018 | 20:00 | Voléro Zurych         | 3:0   | KS DevelopRes Rzeszów | 26:24 | 25:19 | 25:13 |       |       | 870    |   |
| 07.02.2018 | 18:00 | CS Volei Alba Blaj    | 3:2   | ASPTT Miluza          | 15:25 | 25:21 | 20:25 | 28:26 | 15:13 | 1900   |   |
| 07.02.2018 | 18:00 | KS DevelopRes Rzeszów | 1:3   | Voléro Zurych         | 16:25 | 25:18 | 22:25 | 22:25 |       | 820    |   |
| 21.02.2018 | 20:00 | ASPTT Miluza          | 1:3   | Voléro Zurych         | 24:26 | 25:20 | 22:25 | 19:25 |       | 1700   |   |
| 22.02.2018 | 18:00 | CS Volei Alba Blaj    | 3:1   | KS DevelopRes Rzeszów | 25:15 | 25:16 | 20:25 | 25:12 |       | 1700   |   |
| 27.02.2018 | 20:00 | Voléro Zurych         | 3:0   | CS Volei Alba Blaj    | 25:22 | 25:15 | 25:9  |       |       | 1260   |   |
| 27.02.2018 | 20:00 | ASPTT Miluza          | 1:3   | KS DevelopRes Rzeszów | 23:25 | 14:25 | 25:23 | 17:25 |       | 1500   |   |

#### Grupa B
Tabela
| Lp. | Drużyna                 | Mecze | Mecze   | Mecze   | Pkt | Sety | Sety | Sety  | Małe punkty | Małe punkty | Małe punkty |
| Lp. | Drużyna                 | M     | W (3:2) | P (2:3) | Pkt | wyg. | prz. | ratio | zdob.       | str.        | ratio       |
| --- | ----------------------- | ----- | ------- | ------- | --- | ---- | ---- | ----- | ----------- | ----------- | ----------- |
| 1   | Igor Gorgonzola Novara  | 6     | 5 (1)   | 1 (0)   | 14  | 16   | 7    | 2.286 | 528         | 447         | 1.181       |
| 2   | Imoco Volley Conegliano | 6     | 5 (2)   | 1 (0)   | 13  | 16   | 9    | 1.778 | 564         | 496         | 1.137       |
| 3   | Fenerbahçe              | 6     | 2 (0)   | 4 (3)   | 9   | 12   | 14   | 0.857 | 540         | 547         | 0.987       |
| 4   | VK Prostějov            | 6     | 0 (0)   | 6 (0)   | 0   | 4    | 18   | 0.222 | 395         | 537         | 0.736       |

Źródło: cev.lu (ang.)
Punktacja: 3:0 i 3:1 – 3 pkt; 3:2 – 2 pkt; 2:3 – 1 pkt; 1:3 i 0:3 – 0 pkt
Zasady ustalania kolejności: 1. liczba zwycięstw, 2. liczba punktów, 3. stosunek setów, 4. stosunek małych punktów, 5. bilans w bezpośrednich meczach
Wyniki
| Data       | Godz. | Drużyna 1               | Wynik | Drużyna 2               | 1     | 2     | 3     | 4     | 5     | Widzów | * |
| ---------- | ----- | ----------------------- | ----- | ----------------------- | ----- | ----- | ----- | ----- | ----- | ------ | - |
| 12.12.2017 | 17:30 | VK Prostějov            | 1:3   | Fenerbahçe              | 25:20 | 14:25 | 19:25 | 21:25 |       | 1300   |   |
| 13.12.2017 | 20:35 | Imoco Volley Conegliano | 3:1   | Igor Gorgonzola Novara  | 25:13 | 25:18 | 20:25 | 25:14 |       | 3430   |   |
| 10.01.2018 | 20:30 | Imoco Volley Conegliano | 3:1   | VK Prostějov            | 25:14 | 21:25 | 25:16 | 25:17 |       | 2930   |   |
| 11.01.2018 | 19:00 | Fenerbahçe              | 2:3   | Igor Gorgonzola Novara  | 26:24 | 25:19 | 22:25 | 19:25 | 6:15  | 700    |   |
| 25.01.2018 | 19:00 | Fenerbahçe              | 2:3   | Imoco Volley Conegliano | 25:21 | 27:25 | 15:25 | 17:25 | 10:15 | 1050   |   |
| 25.01.2018 | 20:30 | Igor Gorgonzola Novara  | 3:1   | VK Prostějov            | 25:12 | 25:13 | 22:25 | 25:14 |       | 1900   |   |
| 07.02.2018 | 17:00 | VK Prostějov            | 0:3   | Igor Gorgonzola Novara  | 24:26 | 13:25 | 15:25 |       |       | 820    |   |
| 07.02.2018 | 20:30 | Imoco Volley Conegliano | 3:2   | Fenerbahçe              | 20:25 | 18:25 | 25:18 | 25:22 | 15:11 | 3530   |   |
| 21.01.2018 | 17:00 | VK Prostějov            | 0:3   | Imoco Volley Conegliano | 21:25 | 21:25 | 15:25 |       |       | 800    |   |
| 22.02.2018 | 20:30 | Igor Gorgonzola Novara  | 3:0   | Fenerbahçe              | 25:23 | 25:18 | 25:13 |       |       | 3000   |   |
| 27.02.2018 | 17:00 | Fenerbahçe              | 3:1   | VK Prostějov            | 25:23 | 23:25 | 25:13 | 25:10 |       | 300    |   |
| 27.02.2018 | 20:30 | Igor Gorgonzola Novara  | 3:1   | Imoco Volley Conegliano | 25:16 | 29:27 | 23:25 | 25:16 |       | 2280   |   |

#### Grupa C
Tabela
| Lp. | Drużyna        | Mecze | Mecze   | Mecze   | Pkt | Sety | Sety | Sety  | Małe punkty | Małe punkty | Małe punkty |
| Lp. | Drużyna        | M     | W (3:2) | P (2:3) | Pkt | wyg. | prz. | ratio | zdob.       | str.        | ratio       |
| --- | -------------- | ----- | ------- | ------- | --- | ---- | ---- | ----- | ----------- | ----------- | ----------- |
| 1   | Dinamo Kazań   | 6     | 6 (0)   | 0 (0)   | 18  | 18   | 2    | 9.000 | 495         | 367         | 1.349       |
| 2   | Chemik Police  | 6     | 4 (2)   | 2 (0)   | 10  | 13   | 10   | 1.300 | 502         | 487         | 1.031       |
| 3   | Vizura Belgrad | 6     | 2 (0)   | 4 (1)   | 7   | 8    | 13   | 0.615 | 431         | 463         | 0.931       |
| 4   | Marica Płowdiw | 6     | 0 (0)   | 6 (1)   | 1   | 4    | 18   | 0.222 | 414         | 525         | 0.789       |

Źródło: cev.lu (ang.)
Punktacja: 3:0 i 3:1 – 3 pkt; 3:2 – 2 pkt; 2:3 – 1 pkt; 1:3 i 0:3 – 0 pkt
Zasady ustalania kolejności: 1. liczba zwycięstw, 2. liczba punktów, 3. stosunek setów, 4. stosunek małych punktów, 5. bilans w bezpośrednich meczach
Wyniki
| Data       | Godz. | Drużyna 1      | Wynik | Drużyna 2      | 1     | 2     | 3     | 4     | 5     | Widzów | * |
| ---------- | ----- | -------------- | ----- | -------------- | ----- | ----- | ----- | ----- | ----- | ------ | - |
| 12.12.2017 | 18:00 | Vizura Belgrad | 0:3   | Chemik Police  | 17:25 | 21:25 | 14:25 |       |       | 2050   |   |
| 13.12.2017 | 18:30 | Marica Płowdiw | 0:3   | Dinamo Kazań   | 19:25 | 23:25 | 23:25 |       |       | 2650   |   |
| 10.01.2018 | 18:00 | Chemik Police  | 0:3   | Dinamo Kazań   | 17:25 | 20:25 | 19:25 |       |       | 2603   |   |
| 11.01.2018 | 18:30 | Marica Płowdiw | 1:3   | Vizura Belgrad | 17:25 | 25:22 | 17:25 | 13:25 |       | 3800   |   |
| 24.01.2018 | 18:00 | Chemik Police  | 3:0   | Marica Płowdiw | 25:16 | 26:24 | 25:12 |       |       | 2939   |   |
| 25.01.2018 | 19:00 | Dinamo Kazań   | 3:0   | Vizura Belgrad | 25:18 | 25:23 | 25:11 |       |       | 1500   |   |
| 06.02.2018 | 20:30 | Vizura Belgrad | 0:3   | Dinamo Kazań   | 12:25 | 16:25 | 18:25 |       |       | 920    |   |
| 08.02.2018 | 18:30 | Marica Płowdiw | 2:3   | Chemik Police  | 19:25 | 25:18 | 25:23 | 20:25 | 11:15 | 2500   |   |
| 20.02.2018 | 20:30 | Vizura Belgrad | 3:0   | Marica Płowdiw | 25:23 | 25:19 | 25:14 |       |       | 1050   |   |
| 21.02.2018 | 19:00 | Dinamo Kazań   | 3:1   | Chemik Police  | 24:26 | 25:16 | 25:23 | 25:14 |       | 1600   |   |
| 27.02.2018 | 19:00 | Dinamo Kazań   | 3:1   | Marica Płowdiw | 25:23 | 21:25 | 25:15 | 25:6  |       | 1560   |   |
| 27.02.2018 | 18:00 | Chemik Police  | 3:2   | Vizura Belgrad | 22:25 | 25:23 | 19:25 | 25:19 | 19:17 | 2850   |   |

#### Grupa D
Tabela
| Lp. | Drużyna             | Mecze | Mecze   | Mecze   | Pkt | Sety | Sety | Sety  | Małe punkty | Małe punkty | Małe punkty |
| Lp. | Drużyna             | M     | W (3:2) | P (2:3) | Pkt | wyg. | prz. | ratio | zdob.       | str.        | ratio       |
| --- | ------------------- | ----- | ------- | ------- | --- | ---- | ---- | ----- | ----------- | ----------- | ----------- |
| 1   | VakıfBank SK        | 6     | 6 (1)   | 0 (0)   | 17  | 18   | 5    | 3.600 | 554         | 453         | 1.223       |
| 2   | Galatasaray Stambuł | 6     | 4 (0)   | 2 (0)   | 12  | 14   | 9    | 1.556 | 536         | 482         | 1.112       |
| 3   | Dinamo Moskwa       | 6     | 2 (0)   | 4 (1)   | 7   | 10   | 12   | 0.833 | 462         | 481         | 0.960       |
| 4   | Budowlani Łódź      | 6     | 0 (0)   | 6 (0)   | 0   | 2    | 18   | 0.111 | 351         | 487         | 0.721       |

Źródło: cev.lu (ang.)
Punktacja: 3:0 i 3:1 – 3 pkt; 3:2 – 2 pkt; 2:3 – 1 pkt; 1:3 i 0:3 – 0 pkt
Zasady ustalania kolejności: 1. liczba zwycięstw, 2. liczba punktów, 3. stosunek setów, 4. stosunek małych punktów, 5. bilans w bezpośrednich meczach
Wyniki
| Data       | Godz. | Drużyna 1           | Wynik | Drużyna 2           | 1     | 2     | 3     | 4     | 5    | Widzów | * |
| ---------- | ----- | ------------------- | ----- | ------------------- | ----- | ----- | ----- | ----- | ---- | ------ | - |
| 14.12.2017 | 19:00 | VakıfBank SK        | 3:1   | Galatasaray Stambuł | 25:22 | 25:18 | 23:25 | 26:24 |      | 1986   |   |
| 21.12.2017 | 20:00 | Budowlani Łódź      | 0:3   | Dinamo Moskwa       | 18:25 | 20:25 | 23:25 |       |      | 1500   |   |
| 09.01.2018 | 19:00 | Dinamo Moskwa       | 1:3   | Galatasaray Stambuł | 21:25 | 18:25 | 25:23 | 17:25 |      | 1300   |   |
| 10.01.2018 | 19:00 | VakıfBank SK        | 3:1   | Budowlani Łódź      | 25:16 | 24:26 | 25:15 | 25:16 |      | 1503   |   |
| 23.01.2018 | 19:00 | Galatasaray Stambuł | 3:0   | Budowlani Łódź      | 25:16 | 25:21 | 25:17 |       |      | 857    |   |
| 24.01.2018 | 19:00 | Dinamo Moskwa       | 0:3   | VakıfBank SK        | 20:25 | 22:25 | 18:25 |       |      | 2400   |   |
| 06.02.2018 | 18:00 | Budowlani Łódź      | 1:3   | Galatasaray Stambuł | 9:25  | 18:25 | 25:13 | 15:25 |      | 815    |   |
| 08.02.2018 | 19:00 | VakıfBank SK        | 3:2   | Dinamo Moskwa       | 22:25 | 25:18 | 25:11 | 21:25 | 15:9 | 2000   |   |
| 20.02.2018 | 19:00 | Galatasaray Stambuł | 3:1   | Dinamo Moskwa       | 19:25 | 25:22 | 25:15 | 25:21 |      | 913    |   |
| 20.02.2018 | 20:00 | Budowlani Łódź      | 0:3   | VakıfBank SK        | 13:25 | 22:25 | 16:25 |       |      | 1200   |   |
| 27.02.2018 | 19:00 | Dinamo Moskwa       | 3:0   | Budowlani Łódź      | 25:12 | 25:13 | 25:20 |       |      | 400    |   |
| 27.02.2018 | 20:30 | Galatasaray Stambuł | 1:3   | VakıfBank SK        | 21:25 | 22:25 | 25:22 | 24:26 |      | 900    |   |

### Play-off

#### 1/6 finału
| Data       | Godz. | Drużyna 1               | Wynik | Drużyna 2              | 1     | 2     | 3     | 4     | 5     | Widzów | * |
| ---------- | ----- | ----------------------- | ----- | ---------------------- | ----- | ----- | ----- | ----- | ----- | ------ | - |
| 22.03.2018 | 20:00 | Voléro Zurych           | 0:3   | VakıfBank SK           | 17:25 | 22:25 | 21:25 |       |       | 2360   |   |
| 05.04.2018 | 19:00 | Voléro Zurych           | 0:3   | VakıfBank SK           | 12:25 | 14:25 | 17:25 |       |       | 1700   |   |
| 21.03.2018 | 20:30 | Imoco Volley Conegliano | 3:0   | Dinamo Kazań           | 25:19 | 25:18 | 25:17 |       |       | 3230   |   |
| 04.04.2018 | 20:00 | Imoco Volley Conegliano | 2:3   | Dinamo Kazań           | 15:25 | 25:21 | 25:20 | 17:25 | 13:15 | 1900   |   |
| 21.03.2018 | 19:00 | Galatasaray Stambuł     | 2:3   | Igor Gorgonzola Novara | 21:25 | 25:7  | 25:16 | 21:25 | 10:15 | 990    |   |
| 05.04.2018 | 20:30 | Galatasaray Stambuł     | 3:1   | Igor Gorgonzola Novara | 24:26 | 25:20 | 25:17 | 25:19 |       | 3360   |   |

### Turniej finałowy
Bukareszt

#### Półfinały
| Data       | Godz. | Drużyna 1               | Wynik | Drużyna 2           | 1     | 2     | 3     | 4     | 5     | Widzów | * |
| ---------- | ----- | ----------------------- | ----- | ------------------- | ----- | ----- | ----- | ----- | ----- | ------ | - |
| 05.05.2018 | 16:00 | Imoco Volley Conegliano | 2:3   | VakıfBank SK        | 22:25 | 21:25 | 25:17 | 25:15 | 14:16 | 4000   |   |
| 05.05.2018 | 19:00 | CS Volei Alba Blaj      | 3:1   | Galatasaray Stambuł | 23:25 | 25:17 | 25:22 | 25:22 |       | 4500   |   |

#### Mecz o 3. miejsce
| Data       | Godz. | Drużyna 1           | Wynik | Drużyna 2               | 1     | 2     | 3     | 4 | 5 | Widzów | * |
| ---------- | ----- | ------------------- | ----- | ----------------------- | ----- | ----- | ----- | - | - | ------ | - |
| 06.05.2018 | 16:00 | Galatasaray Stambuł | 0:3   | Imoco Volley Conegliano | 17:25 | 18:25 | 20:25 |   |   | 1800   |   |

#### Finał
| Data       | Godz. | Drużyna 1          | Wynik | Drużyna 2    | 1     | 2     | 3     | 4 | 5 | Widzów | * |
| ---------- | ----- | ------------------ | ----- | ------------ | ----- | ----- | ----- | - | - | ------ | - |
| 06.05.2018 | 19:00 | CS Volei Alba Blaj | 0:3   | VakıfBank SK | 17:25 | 11:25 | 17:25 |   |   | 5000   |   |

### Nagrody indywidualne
| Najlepsza zawodniczka (MVP) | Najlepsza atakująca | Najlepsze środkowe           | Najlepsze przyjmujące  | Najlepsza libero  | Najlepsza rozgrywająca |
| --------------------------- | ------------------- | ---------------------------- | ---------------------- | ----------------- | ---------------------- |
| Gözde Sonsirma              | Ana Cleger          | Milena Rašić Nneka Onyejekwe | Kimberly Hill Zhu Ting | Hatice Gizem Örge | Joanna Wołosz          |